# صدف مروارید آب شیرین
صدف مروارید آب شیرین (نام علمی: Margaritifera margaritifera) نام یک گونه از سرده صدف مروارید آب شیرین است.